# On Melancholy Hill
"On Melancholy Hill" é uma canção da banda virtual Gorillaz, lançada como terceiro single do álbum Plastic Beach em 26 de julho de 2010.
Sobre a canção, o baixista ficcional Murdoc Niccals disse o seguinte num comentário faixa-a-faixa:

A colina da melancolia - é aquele sentimento, aquele lugar, que você tem na sua alma às vezes, como quando alguém esvazia os seus pneus. É legal quebrar o álbum com algo um pouco mais leve. É bom ter algo que é um momento pop genuíno em todo álbum. E essa faixa é uma daquelas.— Murdoc Niccals 'Plastic Beach' - Murdoc's Track-By-Track Guide

## Faixas

### Promo CD
| N.º | Título | Duração      |  |
| 1.  | "On Melancholy Hill (Radio Edit) (promo europeu contém a "Europe Radio Edit" e o promo estadunidense contém o "US Radio Edit")" | 2:58 ou 3:30 |  |
| 2.  | "On Melancholy Hill (Album Version)"                                                                                            | 3:53         |  |
| 3.  | "On Melancholy Hill (Instrumental)"                                                                                             | 3:53         |  |

### Promo CD (remixes)
| N.º | Título                                             | Duração |  |
| 1.  | "On Melancholy Hill (Josh Wink Remix)"             | 5:04    |  |
| 2.  | "On Melancholy Hill (Josh Wink Dub)"               | 7:41    |  |
| 3.  | "On Melancholy Hill (The Japanese Popstars Remix)" | 7:35    |  |
| 4.  | "On Melancholy Hill (She Is Danger Remix)"         | 4:21    |  |
| 5.  | "On Melancholy Hill (We Have Band Remix)"          | 5:14    |  |

### Bundle digital do iTunes
| N.º | Título                                                     | Duração |  |
| 1.  | "On Melancholy Hill (Album Version)"                       | 3:53    |  |
| 2.  | "On Melancholy Hill (The Japanese Popstars Remix)"         | 7:35    |  |
| 3.  | "On Melancholy Hill (She Is Danger Remix)"                 | 4:21    |  |
| 4.  | "Stylo (Labrinth SNES Remix com Tinie Tempah)"             | 4:12    |  |
| 5.  | "On Melancholy Hill (Vídeo)"                               | 4:21    |  |
| 6.  | "On Melancholy Hill (Animatic)"                            | 3:30    |  |
| 7.  | "Welcome to the World of the Plastic Beach (Live Visuals)" | 3:36    |  |

## Posição nas paradas musicais
| Parada (2010)                                 | Melhor posição |
| --------------------------------------------- | -------------- |
| Austrália (ARIA)                              | 94             |
| Bélgica (Ultratip Bubbling Under de Flandres) | 22             |
| Bélgica (Ultratip Bubbling Under da Valônia)  | 22             |
| México (Billboard Ingles Airplay)             | 14             |
| Reino Unido (UK Dance Chart)                  | 13             |
| Reino Unido (UK Singles Chart)                | 78             |

## Certificações
| Região                                                                                                  | Certificação | Vendas   |
| --- | ------------ | -------- |
| Dinamarca (IFPI Dinamarca)                                                                              | Ouro         | 15 000^  |
| Espanha (PROMUSICAE)                                                                                    | Ouro         | 20 000^  |
| Reino Unido (BPI)                                                                                       | Ouro         | 400,000^ |
| *números de vendas baseados somente na certificação ^números de vendas baseados somente na certificação |              |          |